# Samari
El samari és un element químic el símbol del qual és Sm i el seu nombre atòmic és 62. Pertany al 6è període de la taula periòdica; a la sèrie dels lantanoides; i, amb ells, al conjunt de les terres rares. Fou descobert espectroscòpicament el 1879 pel químic francès Paul-Émile Lecoq de Boisbaudran a partir del mineral samarskita-(Y), i l'anomenà a partir de la mateixa arrel, això és el llinatge del coronel rus V.Y. von Samarski-Bykhovets, cap del cos de mines rus, que havia aportat el mineral. És el primer element químic anomenat a partir del nom d'una persona.

## Història

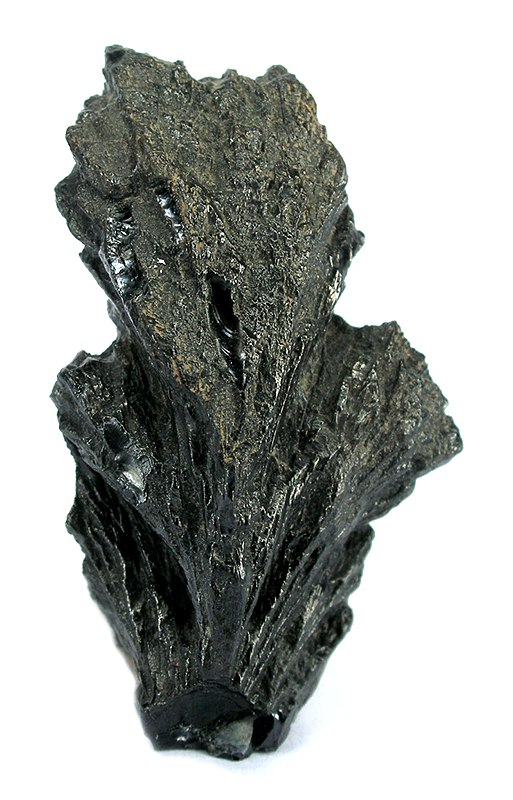
Samarskita-(Y).

El samari fou un dels lantanoides que més desconcertà als químics de la dècada del 1800. La seva història començà amb el descobriment d'un altre lantanoide, el ceri, el 1803 pel químic suec Jöns Jacob Berzelius (1779-1848) i el geòleg suec Wilhelm von Hisinger (1766-1852) i, independentment pel químic l'alemany Martin Heinrich Klaproth (1743-1817).

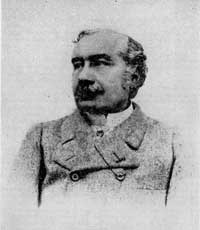
Paul-Émile Lecoq de Boisbaudran.

Aviat se sospità que el ceri no era un element pur i que en contenia d'altres. El 1839, el químic suec Carl Mosander (1797-1858) afirmà haver obtingut dos nous elements, el lantani i el didimi. Si bé tenia raó sobre el lantani, s'equivocà amb el didimi, que donava espectres atòmics lleugerament diferents en funció del mineral d'on se l'obtenia. El 1879, el químic francès Paul-Émile Lecoq de Boisbaudran (1838-1912) extragué didimi de la samarskita-(Y). Després realitzà una solució de nitrat de didimi i hi afegí hidròxid d'amoni. Observà que el precipitat que es formava baixava en dues fraccions. Concentrà l'atenció en el primer precipitat i en determinà l'espectre atòmic, que revelà que es tractava d'un nou element. Anomenà samari a aquest nou element a partir de la mateixa arrel que el mineral, això és el llinatge del coronel Vasilii Yefrafovich von Samarski-Bykhovets (1803-1870), cap del cos d'enginyers de mines rus que havia aportat el mineral, que també havia sigut batejat amb el seu nom. És el primer element químic anomenat a partir del nom d'una persona.

## Estat natural i obtenció

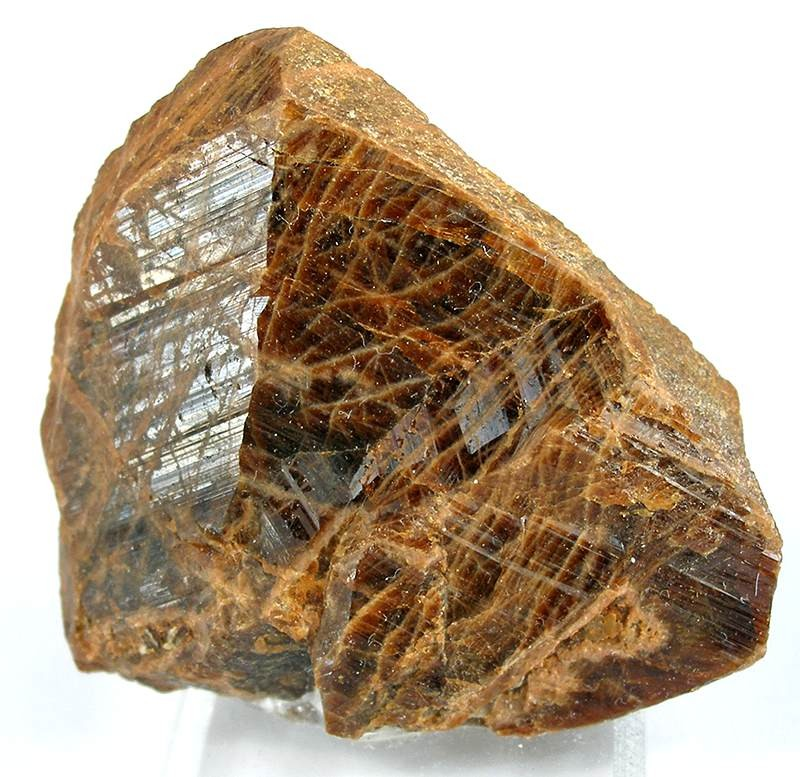
Monazita

El samari és el cinquè lantanoide per ordre d'abundància i quatre vegades més abundant que l'estany. Hom pot trobar-lo en unes quantes desenes de minerals. Els que el contenen en un percentatge superior al 3 % són: monazita-(Sm) 13,59 %, shabaïta-(Nd) 7,75 %, churchita-(Dy) 5,30 %, fergusonita-beta-(Nd) 5,27 %, schuilingita-(Nd) 4,32 %, aluminocerita-(Ce) 3,83 % i kozoïta-(Nd) 3,66 %.
Actualment, el samari és obtingut principalment a través d'un procés de bescanvi d'ions de la sorra dels minerals del grup de la monazita que en contenen al voltant d'un 3 % de mitjana. També s'obté de la bastnäsita i de les argiles iòniques riques en lantanoides de la Xina. Els principals jaciments de samari són a la Xina, EUA, Brasil, Índia, Sri Lanka i Austràlia. Es calcula que les reserves mundials són al voltant de 2 milions de tones. La producció anual mundial és d'unes 700 tones d'òxid de samari(III). El metall es produeix escalfant l'òxid mesclat amb bari o lantani a altes temperatures (1 400 °C) i baixes pressions (0,0133 Pa), pràcticament el buit, i es produeix la sublimació del samari que permet separar-lo. La reacció és:
{\displaystyle {\ce {Sm2O3 + 2 La -> 2 Sm + La2O3}}}

## Propietats

### Propietats físiques
El samari és un metall de densitat 7,520 g/cm³, punt de fusió 1 072 °C i punt d'ebullició 1 794 °C. És moderadament tou amb una lluïssor platejada. El samari existeix en tres formes al·lotròpiques. La fase α (o estructura del tipus Sm) és una disposició romboèdrica única entre els elements, a temperatura ambient. Aquesta fase canvia a la fase β a 734 °C, que és hexagonal tancada. A 922 °C la fase β es transforma en la fase γ, que és cúbica centrada en el cos. L'estructura electrònica del samari és [Xe] (4f)6(6s)2.

### Propietats químiques
El samari s'oxida lentament exposat a l'aire i es crema fàcilment per formar òxid de samari(III), groc, l'únic òxid conegut. La reacció és:
{\displaystyle {\ce {4 Sm + 3 O2 -> 2 Sm2O3}}}El samari és força electropositiu i actua com a divalent i, majoritàriament, com a trivalent. Reacciona lentament amb aigua freda i força ràpidament amb aigua calenta, per formar hidròxid de samari(III):
{\displaystyle {\ce {2 Sm(s) + 6 H2O(l) -> 2 Sm(OH)3(aq) + 3 H2(g)}}}

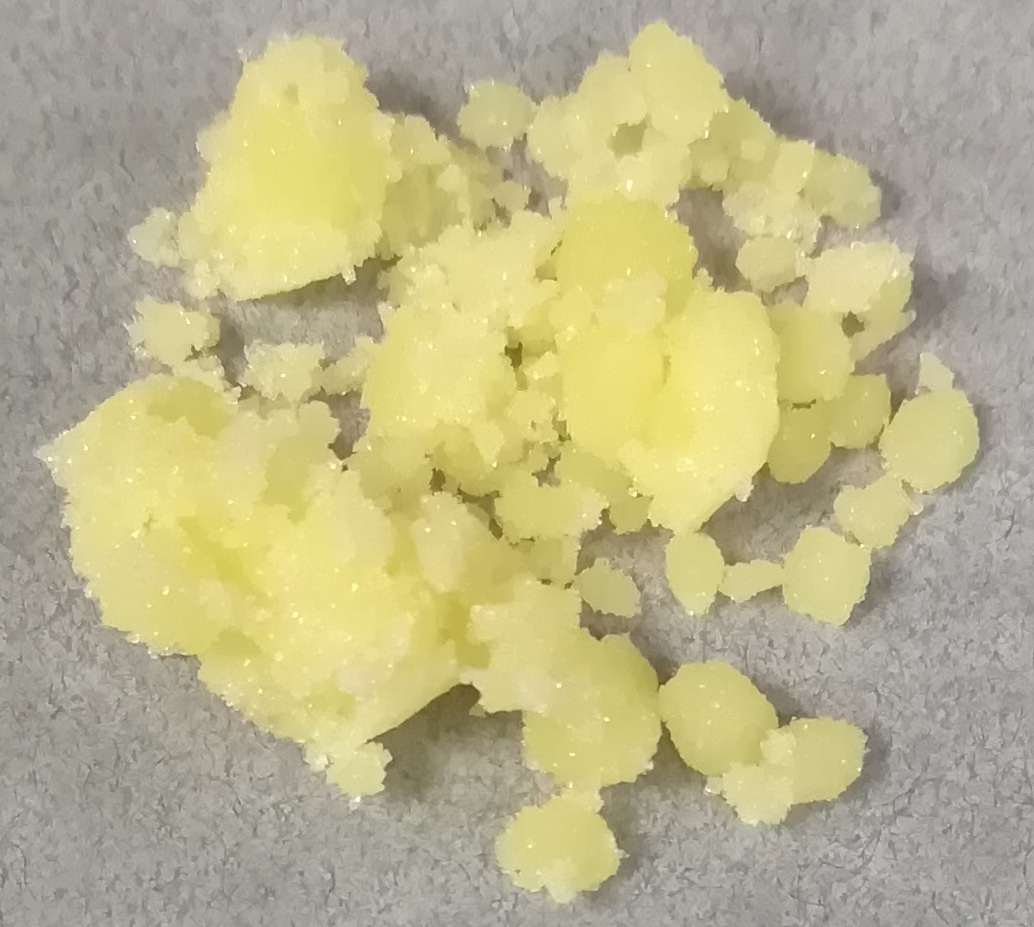
Clorur de samari(III)—aigua(1/6) SmCl3*6H2O

Reacciona amb tots els halògens donant els corresponents halogenurs de samari(3+):
{\displaystyle {\ce {2 Sm (s) + 3 F2 (g) -> 2 SmF3 (s) [blanc]}}}{\displaystyle {\ce {2 Sm (s) + 3 Cl2 (g) -> 2 SmCl3 (s) [groc]}}}{\displaystyle {\ce {2 Sm (s) + 3 Br2 (g) -> 2 SmBr3 (s) [groc]}}}{\displaystyle {\ce {2 Sm (s) + 3 I2 (g) -> 2 SmI3 (s) [taronja]}}}
El samari es dissol fàcilment en àcid sulfúric diluït per formar solucions que contenen els ions samari(3+), que existeixen com a complexos {\displaystyle {\ce {[Sm(OH2)9]^3+}}}.

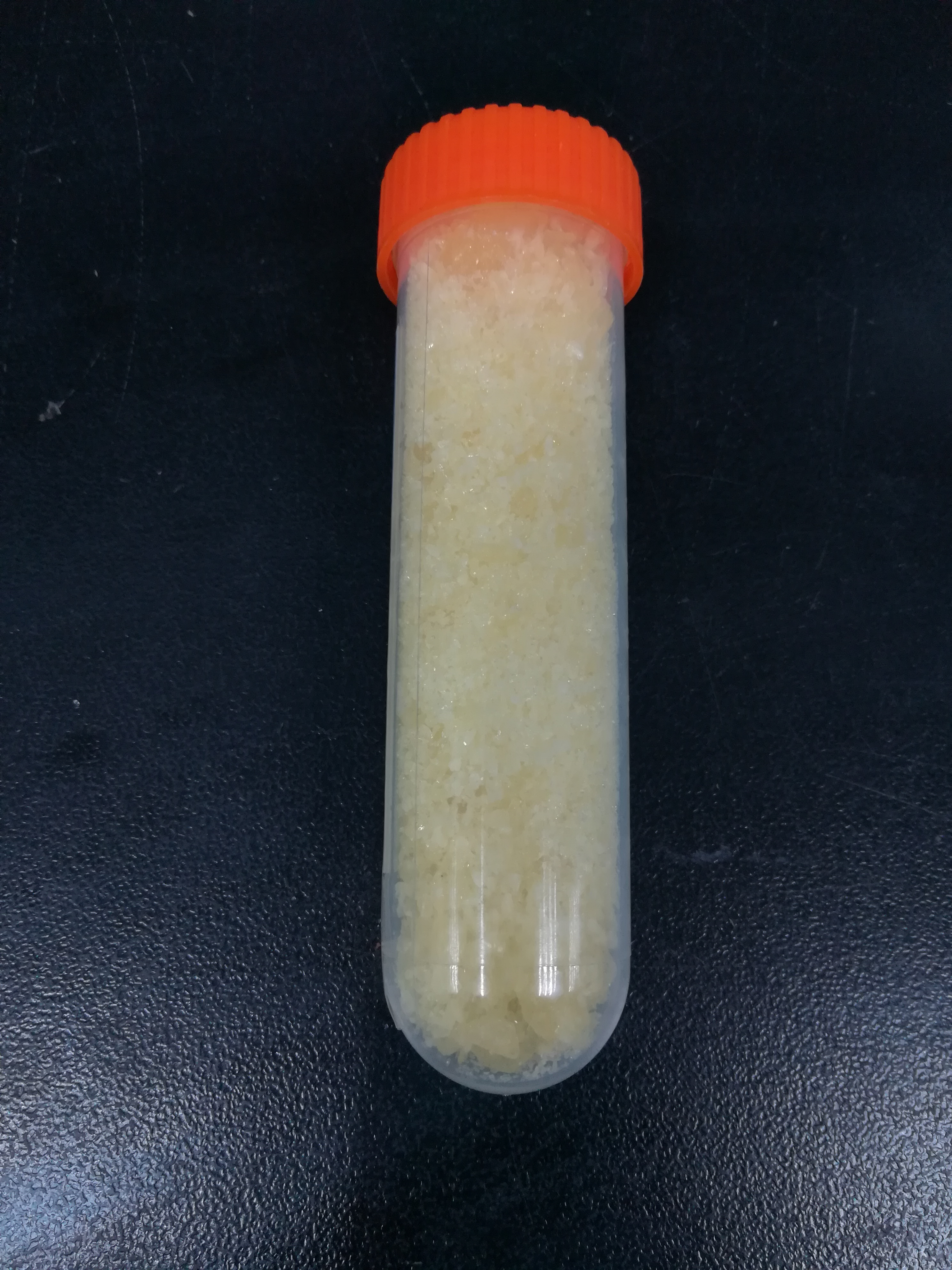
Nitrat de samari(III)—aigua(1/6) Sm(NO3)3*6H2O

Altres composts de samari(3+) són: el nitrat de samari(III) {\displaystyle {\ce {Sm(NO3)3}}}, el nitrat de samari(III)—aigua(1/6) {\displaystyle {\ce {Sm(NO3)3*6H2O}}}, l'acetat de samari(III)—aigua(1/3) {\displaystyle {\ce {Sm2(C2H3O2)3*3H2O}}}, el bromat de samari(III)—aigua(1/9) {\displaystyle {\ce {Sm(BrO3)3*9H2O}}}, el carbonat de samari(III) {\displaystyle {\ce {Sm2(CO3)3}}}, el sulfur de samari(III) {\displaystyle {\ce {Sm2S3}}}, el tel·lurur de samari(III) {\displaystyle {\ce {Sm2Te3}}}, l'hexaborur de samari {\displaystyle {\ce {SmB6}}}, o el silicur de samari {\displaystyle {\ce {SmSi2}}}.
La majoria dels composts del samari són compostos de samari(3+), però també n'hi ha uns pocs de samari(2+), com el fluorur de samari(II) {\displaystyle {\ce {SmF2}}}, el clorur de samari(II) {\displaystyle {\ce {SmCl2}}}, el bromur de samari(II) {\displaystyle {\ce {SmBr2}}} i el iodur de samari(II) {\displaystyle {\ce {SmI2}}}.

## Isòtops
A la natura hom pot trobar set isòtops del samari: samari 144 (3,1 %), samari 147 (15,0 %), samari 148 (11,2 %), samari 149 (13,8 %), samari 150 (7,4 %), samari 152 (26,8 %) i samari 154 (22,0 %). Són estables el samari 144, el samari 150, el samari 152 i el samari 154. Els altres tres isòtops naturals es desintegren amb emissió de partícules alfa. Aquest són part d'un total de 34 isòtops radioactius (excepte els isòmers nuclears) que s'han identificat. El seu nombre màssic oscil·la entre 128 i 165 i la seva semivida va de 0,55 segons per al samari 129 fins a 7×1015 anys per al samari 148.

## Aplicacions

### Fabricació d'imants

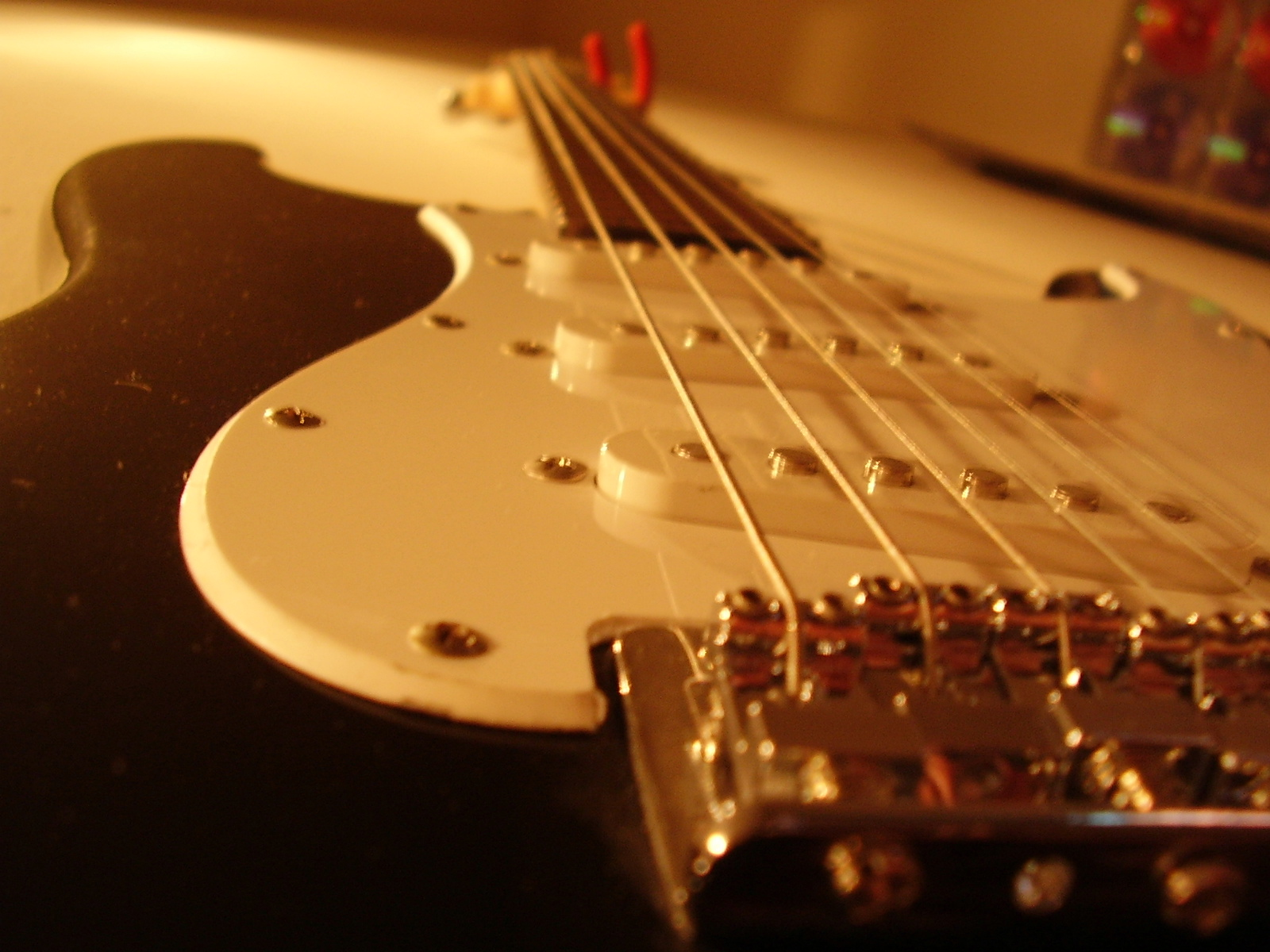
Guitarra elèctrica on s'observen les pastilles electromagnètiques sota les cordes.

Els imants dels aliatges de samari-cobalt ({\displaystyle {\ce {SmCo5}}} i {\displaystyle {\ce {Sm2Co17}}}) són molt potents (els més potents després dels de neodimi). Tenen una alta resistència a la desimantació i treballen perfectament a temperatures de fins a 700 °C (millor que els de neodimi). Això els fa molt útils en els motors dels cotxes elèctrics i dels híbrids, i en els dels helicòpters militars.
També s'utilitza en la fabricació dels imants de les pastilles electromagnètiques de les guitarres elèctriques i els instruments de música electrònics.

### Medicina

Lexidronam de samari 153 o Quadramet

El samari 153 és un radioisòtop que es desintegra amb emissió de partícules β amb una semivida de dos dies. S'empra per a tractar el dolor intens en el càncer d'ossos. El nom comercial del medicament és Quadramet. La desintegració dona europi 153, un electró i un antineutrí electrònic:
{\displaystyle {\ce {_{62}^{153}Sm->\ _{63}^{153}Eu\ +\ _{-1}^{0}e\ +_{0}^{0}{\bar {\nu }}}}}

### Datació
El radioisòtop samari 147 es fa servir en la datació samari-neodimi (147Sm/143Nd) per a determinar l'edat de les roques ígnies i metamòrfiques i també pels meteorits. Amb aquest mètode es pogué estimar l'edat de la Lluna en 4 367 ± 11 milions d'anys, a partir d'una mostra de roca recollida per les missions Apol·lo. La desintegració del samari 147 dona lloc a un augment de la proporció de neodimi 143 respecte dels altres isòtops estables, com el neodimi 144, la qual cosa permet calcular el temps que s'ha desintegrat samari 147, que té un període de semidesintegració d'1,06 × 1011 anys. La desintegració és:
{\displaystyle {\ce {_{62}^{147}Sm -> \ _{60}^{143}Nd \ + \ _{2}^4 He}}}

### Indústria nuclear

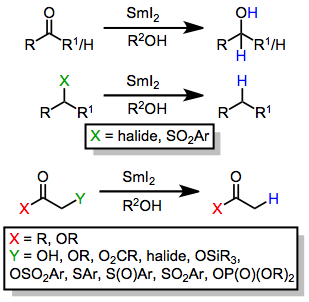
Esquema general de les reduccions amb iodur de samari(II).

El samari té una gran capacitat d'absorció de neutrons, essent el samari 149 l'isòtop amb més capacitat per absorbir-los, amb una secció eficaç de 74,5 barns. Per aquesta raó s'utilitza en la fabricació de les barres de control dels reactors nuclears, que tenen com a missió regular la reacció nuclear en cadena que produeix la calor que s'empra per obtenir electricitat.

### Indústria química
El samari i alguns dels seus composts s'empren en catàlisi i com a reactius químics. Es fan ús en la descomposició de plàstics, en la descloruració de contaminats com els PCBs (bifenils policlorats). L'òxid de samari(III) es fa servir com a catalitzador en la deshidratació i en la deshidrogenació d'etanol i altres alcohols primaris. També és molt usat com a reductor el iodur de samari(II) {\displaystyle {\ce {SmI2}}} en reaccions com la de Barbier, de Reformatsky, de Pinacol, de fragmentació, d'eliminació i altres.

### Altres
L'òxid de samari(III) {\displaystyle {\ce {Sm2O3}}} s'afegeix al vidre per a absorbir les radiacions infraroges. El perclorat de samari(III) {\displaystyle {\ce {Sm(ClO4)3}}} és un compost que s'empra, dissolt en àcid perclòric {\displaystyle {\ce {HClO4}}}, per calibrar els espectrofotòmetres en la regió de longituds d'ona entre 200-500 nm.